# Liste der Baudenkmale in Basdahl
In der Liste der Baudenkmale in Basdahl sind alle Baudenkmale der niedersächsischen Gemeinde Basdahl aufgelistet. Die Quelle der  Baudenkmale ist der Denkmalatlas Niedersachsen. Der Stand der Liste ist der 14. Oktober 2020.

## Allgemein
In den Spalten befinden sich folgende Informationen:
- Lage: die Adresse des Baudenkmales und die geographischen Koordinaten. Kartenansicht, um Koordinaten zu setzen. In der Kartenansicht sind Baudenkmale ohne Koordinaten mit einem roten Marker dargestellt und können in der Karte gesetzt werden. Baudenkmale ohne Bild sind mit einem blauen Marker gekennzeichnet, Baudenkmale mit Bild mit einem grünen Marker.
- Bezeichnung: Bezeichnung des Baudenkmales
- Beschreibung: die Beschreibung des Baudenkmales. Unter § 3 Abs. 2 NDSchG werden Einzeldenkmale und unter § 3 Abs. 3 NDSchG Gruppen baulicher Anlagen und deren Bestandteile ausgewiesen.
- ID: die Objekt-ID des Baudenkmales
- Bild: ein Bild des Baudenkmales, ggf. zusätzlich mit einem Link zu weiteren Fotos des Baudenkmals im Medienarchiv Wikimedia Commons. Wenn man auf das Kamerasymbol klickt, können Fotos zu Baudenkmalen aus dieser Liste hochgeladen werden:

## Basdahl

### Einzelbaudenkmale
| Lage                                              | Bezeichnung              | Beschreibung | ID       | Bild |
| ------------------------------------------------- | ------------------------ | --- | -------- | ---- |
| Bremervörder Straße 6 53° 26′ 39″ N, 8° 59′ 59″ O | Wohn-/Wirtschaftsgebäude | Zweiständer-Hallenhaus in Fachwerk von 1803 mit Krüppelwalmdach, um 1900 wurde der Wohnteil vergrößert                     | 31012187 | BW   |
| Bremervörder Straße 11 53° 26′ 47″ N, 9° 0′ 5″ O  | Stall                    | Der Fachwerkstall für Schafe wurde Anfang des 19. Jahrhunderts auf einem Feldsteinsockel unter einem Satteldach errichtet. | 31012162 | BW   |
| B71 (Kilometer 1,969) 53° 26′ 8″ N, 8° 58′ 15″ O  | Grenzstein               | Findling, der zur Abmarkung der Grenze zwischen Basdahl und Volkmarst genutzt wurde. Standort unsicher.                    | 31012425 | BW   |

### Ehemaliges Baudenkmal
| Lage                                       | Bezeichnung              | Beschreibung | ID       | Bild |
| ------------------------------------------ | ------------------------ | --- | -------- | ---- |
| Sandhöhenweg 8 53° 25′ 55″ N, 8° 59′ 24″ O | Wohn-/Wirtschaftsgebäude | Das Zweiständer-Hallenhaus wurde 1905 in Fachwerkbauweise errichtet. Wegen der Veränderungen wurde es 1994 aus dem Denkmalverzeichnis gestrichen. | 31012213 | BW   |

### Ehemalige Gruppe: Hofanlage Bremer Straße 26
Die Gruppe „Hofanlage Bremer Straße 26“ bestand aus Gebäuden des 19. Jahrhunderts. 2013 wurde die Hofanlage abgebrochen. Sie hatte die ID 31018841.

| Lage                                        | Bezeichnung              | Beschreibung                                                                                           | ID       | Bild |
| ------------------------------------------- | ------------------------ | --- | -------- | ---- |
| Bremer Straße 26 53° 26′ 5″ N, 8° 59′ 41″ O | Wohn-/Wirtschaftsgebäude | Das Zweiständer-Hallenhaus war 1855 auf einem Granitsockel errichtet worden. 2013 erfolgte der Abbruch | 31012119 | BW   |
| Bremer Straße 26 53° 26′ 6″ N, 8° 59′ 40″ O | Scheune                  | Die Fachwerkscheune mit zwei Querdurchfahrten stand unter einem Walmdach. 2013 erfolgte der Abbruch.   | 31012140 | BW   |

## Oese

### Gruppe: Kirchhof Oese
Die Gruppe „Kirchhof Oese“ hat die ID 31018854.

| Lage                                   | Bezeichnung | Beschreibung | ID       | Bild           |
| -------------------------------------- | ----------- | --- | -------- | -------------- |
| Neue Oese 3 53° 26′ 43″ N, 9° 1′ 18″ O | Kirche      | Saalkirche von 1578 in Backsteinen als Gutskirche, Kirchturm mit achtseitiger Haube, Innen Holzbalkendecke, Flügelaltars (1597), Kanzelkorbes an der Südwand (16. Jh.), Kruzifix (14. oder 15. Jh.), | 31012271 | Weitere Bilder |
| Neue Oese 3 53° 26′ 43″ N, 9° 1′ 18″ O | Kirchhof    | Von Feldsteinmauer umfriedeter, rechteckiger Kirchhof | 31012291 |                |

### Ehemaliges Baudenkmal
| Lage                                   | Bezeichnung              | Beschreibung | ID       | Bild |
| -------------------------------------- | ------------------------ | --- | -------- | ---- |
| Alt Oese 20 53° 26′ 22″ N, 9° 1′ 16″ O | Wohn-/Wirtschaftsgebäude | 1797 wurde das Zweiständer-Hallenhaus errichtet. Wegen der Veränderungen, insbesondere an der Fassade, wurde das Gebäude 1998 wieder aus dem Denkmalverzeichnis gestrichen. | 31012250 | BW   |
| Neue Oese 30 53° 27′ 0″ N, 9° 1′ 4″ O  | Wohn-/Wirtschaftsgebäude | Um 1850 wurde das Zweiständer-Hallenhaus errichtet und 2013 abgebrochen. Das Gebäude wurde dann aus dem Denkmalverzeichnis gestrichen.                                      | 31012310 | BW   |

## Poggemühlen

### Gruppe: Gutsanlage Poggemühlen
Die Gruppe „Gutsanlage Poggemühlen“ geht auf eine frühere Wasserburg zurück und hat die ID 31018867.

| Lage                                    | Bezeichnung | Beschreibung | ID       | Bild           |
| --------------------------------------- | ----------- | --- | -------- | -------------- |
| Poggemühlen 53° 27′ 5″ N, 9° 1′ 43″ O   | Gutshof     | | 31012335 | BW             |
| Poggemühlen 1 53° 27′ 4″ N, 9° 1′ 41″ O | Herrenhaus  | Herrenhaus von 1585 in Backstein mit dem Küchenanbau von 1933 | 31012382 | Weitere Bilder |
| Poggemühlen 3 53° 27′ 4″ N, 9° 1′ 43″ O | Wohnhaus    | Kavaliershaus von um 1800 in Fachwerk | 31012360 | BW             |
| Poggemühlen 5 53° 27′ 7″ N, 9° 1′ 44″ O | Scheune     | Die Fachwerkscheune ist ein Vierständergebäude mit einer Längsdurchfahrt, die unter einem Krüppelwalmdach 1851 errichtet wurde. Wegen der baulichen Veränderungen wurde das Gebäude 2002 aus dem Denkmalverzeichnis gestrichen. | 31012404 | BW             |
| Poggemühlen 53° 27′ 2″ N, 9° 1′ 43″ O   | Gutspark    | Garten schon seit dem 16. Jahrhundert | 31012441 |                |
| Poggemühlen 53° 27′ 7″ N, 9° 1′ 42″ O   | Graft       | Die rechteckig angelegte Graft umgibt das Herrenhaus und den Wirtschaftshof und war Teil der früheren Wasserburg. | 51938229 | BW             |
| Poggemühlen 53° 27′ 10″ N, 9° 1′ 50″ O  | Allee       | Zum Herrenhaus führt eine zweireihige Lindenallee, die mit Steinen unregelmäßig gepflastert ist. | 52432076 | BW             |

### Ehemaliges Baudenkmal
| Lage                                      | Bezeichnung              | Beschreibung | ID       | Bild |
| ----------------------------------------- | ------------------------ | --- | -------- | ---- |
| Poggemühlen 18 53° 27′ 12″ N, 9° 1′ 59″ O | Wohn-/Wirtschaftsgebäude | Um 1880 errichtetes eingeschossiges Backsteingebäude unter einem Satteldach. Wegen der Veränderungen wurde das Gebäude ab 2022 nicht mehr im Denkmalverzeichnis geführt. | 52613774 | BW   |